# غلين ماكجي
غلين ماكجي (بالإنجليزية: Glenn McGee)‏ هو مؤلف أمريكي، ولد في 1967 في فورت وورث في الولايات المتحدة.